# Nikola Kerezović
Nikola Kerezović (serbisch-kyrillisch Никола Керезовић; * 12. September 1994) ist ein serbischer Eishockeyspieler, der seit 2015 beim KHK Roter Stern Belgrad unter Vertrag steht und mit dem Klub seit 2017 in der International Hockey League und der serbischen Eishockeyliga spielt.

## Karriere
Nikola Kerezović begann seine Karriere als Eishockeyspieler in der Nachwuchsabteilung des HK Beostar, für den er in der slowenischen U20-Liga spielte. Nach einem Jahr beim HK NS Stars, für den er in der ungarischen U18-Liga spielte, wechselte er 2012 zum HK Roter Stern Belgrad, für den er als 18-Jähriger in der serbischen Liga debütierte und am Saisonende serbischer Meister wurde. 2013 kehrte er zum HK Beostar zurück und spielte für seinen Stammverein nun ebenfalls in der serbischen Eishockeyliga. Von 2012 bis 2014 stand er zudem auch für die serbische U20-Nationalmannschaft, die unter der Bezeichnung „Team Belgrad“ an der Liga teilnahm, auf dem Eis. 2014 zog es ihn nach Österreich, wo er für den EV Zeltweg in der steirischen Eliteliga und die UHT Dukes Graz in der European University Hockey League spielte. 2015 kehrte er nach Serbien zurück und spielt seither für den KHK Roter Stern Belgrad, mit dem er zunächst sowohl in der serbischen, als auch in der slowenischen Liga sowie seit 2017 auch in der International Hockey League spielte. 2018 wurde er mit dem Roten Stern serbischer Meister und 2019 gewann er mit dem Klub die International Hockey League. Daneben spielte er 2016/17 auch für den HK Belgrad in der MOL Liga.

### International
Für Serbien nahm Kerezović im Juniorenbereich an den Division-II-Wettkämpfen der U18-Weltmeisterschaften 2010, 2011 und 2012, als er zum besten Spieler seiner Mannschaft gewählt wurde, sowie den U20-Weltmeisterschaften der Division III 2011 und der Division II 2012, 2013 und 2014 teil.
Im Herrenbereich spielte Kerezović für die serbische Nationalmannschaft bei den Weltmeisterschaften 2016, 2018 und 2019 in der Division II. Zudem nahm er für Serbien an den Qualifikationsturnieren für die Olympischen Winterspiele in Sotschi 2014 und in Pyeongchang 2018 teil.

## Erfolge und Auszeichnungen
- 2011 Aufstieg in die Division II, Gruppe B, bei der U20-Weltmeisterschaft der Division III
- 2013 Serbischer Meister mit dem HK Partizan Belgrad
- 2018 Serbischer Meister mit dem KHK Roter Stern Belgrad
- 2019 Aufstieg in die Division I, Gruppe B bei der Weltmeisterschaft der Division II, Gruppe A
- 2019 Gewinn der International Hockey League mit dem KHK Roter Stern Belgrad

## Statistik
(Stand: Ende der Saison 2019/20)